# French Stewart
Pour les articles homonymes, voir Stewart.
French Stewart, né le 20 février 1964 à Albuquerque, au Nouveau-Mexique, est un acteur américain. Il est surtout connu pour avoir tenu le rôle de Harry dans la série Troisième planète après le Soleil.

## Biographie
Stewart a étudié à l'Académie américaine des arts dramatiques et a joué dans le théâtre régional pendant sept ans avant de commencer à faire du petit écran, dans un rôle dans la dernière saison de la série The New WKKP in Cincinnati. En 1996, il fut choisi pour Troisième planète après le Soleil, un rôle qu'il garda pendant six saisons ; sur l'émission, Stewart était remarqué pour ses expressions faciales bigleuses et humoristiques. Depuis la fin de Troisième planète, il a paru dans un nombre de rôles mineurs, surtout dans les comédies situationnelles comme Voilà ! et That '70s Show, aussi créées par Bonnie Turner et Terry Turner. Stuart a aussi eu des rôles majeurs dans le cinéma : il a joué dans Inspecteur Gadget 2 en 2003.
Il fut invité une fois à l'émission MAD TV, clamant dans l'intro qu'il n'était pas Harry de la Troisième planète après le Soleil, bien sûr.
Stewart s'est marié à l'actrice Katherine La Nasa en 1998.

## Filmographie
- 1991 : The New WKRP in Cincinnati (série télévisée) : Razor Dee (1992-1993)
- 1994 : Stargate, la porte des étoiles (Stargate) : Lieutenant Ferretti
- 1995 : Magic Island (vidéo) : Supperstein
- 1995 : Leaving Las Vegas : Businessman 2
- 1996 : Troisième planète après le Soleil ("3rd Rock from the Sun") (série télévisée) : Harry Solomon
- 1996 : Broken Arrow : I.R. Crewman
- 1996 : Une virée d'enfer : Dennis
- 1997 : McHale's Navy: y a-t-il un commandant à bord? (McHale's Navy) : Happy
- 1998 : Hercule (Hercules) (série télévisée) : Icarus (voix)
- 1999 : It's Tough to be a Bug! : The Termite-ator (voix)
- 1999 : Hercules: Zero to Hero (vidéo) : Icarus (voix)
- 1999 : Cinderelmo (TV) : Prince
- 1999 : Dick, les coulisses de la présidence (Dick) : The Interviewer
- 1999 : Love Stinks : Seth Winnick
- 2000 : Charmed saison 2 épisode 22: le génie
- 2000 : Dieu, le diable et Bob ("God, the Devil and Bob") (série télévisée) : Bob Allman (voix)
- 2000 : Murder at the Cannes Film Festival (TV) : Nathan Booth
- 2002 : Top chronos (Clockstoppers) : Dr. Earl Dopler
- 2002 : Maman, je suis seul contre tous (Home Alone 4) (TV) : Marv Merchants
- 2003 : Inspecteur Gadget 2 (vidéo) : Inspector Gadget
- 2003 : The Nick at Nite Holiday Special (TV) : Mr. Stewart, The Bellboy
- 2004 : Duck : Jeffery
- 2004 : A Piece of My Heart : French Stewart
- 2004 : Trois filles, trois mariages, un tour du monde ! (Wedding Daze) (TV) : Nathan Bennett
- 2005 : The New Partridge Family (TV) : Reuben Kincaid
- 2005 : EW's Guide: Guilty Pleasures (TV) : Host
- 2005 : My Name Is... : Jason Scott
- 2007 : Pandemic : Virus fatal (Pandemic) (TV) : Carl Ratner
- 2008 : Surveillance
- 2008 : Le Chien milliardaire (Dog Gone) (TV) : Blackie
- 2009 : Fais-leur vivre l'enfer, Malone ! (Give 'em Hell, Malone) : Frankie the Crooner
- 2009 : Super Kids
- 2010 : Stargate Universe : Dr. Andrew Covel
- 2012 : Community (Saison 3, épisode 12) : Vinnie, le sosie de French Stewart
- 2013 : Mom (série télévisée) : Le chef Rudy.
- 2016 : Désespérément romantique : (Hopeless, Romantic) (TV) : Frank
- 2016 : 2 Broke Girls (Saison 6, épisode 7) : Mr. Bronski